# Longford (Ierland)
Longford (Iers: An Longfort) is een plaats in het Ierse graafschap County Longford. De plaats, hoofdstad van het graafschap, telt 7.557 inwoners. Longford is de zetel van het rooms-katholieke bisdom Ardagh en Clonmacnoise.

## Vervoer
De stad ligt aan de spoorlijn Dublin - Sligo. Van het station vertrekken dagelijks zeven treinen richting Sligo en negen richting Dublin. Over de weg is Longford bereikbaar via de N4 en N5.

## Sport
Longford is de thuisbasis van de Ierse voetbalclub Longford Town.